# .gw
.gw es el dominio de nivel superior geográfico (ccTLD) para Guinea-Bisáu.